# مارك سافاج
مارك سافاج (بالإنجليزية: Mark Savage)‏ هو كاتب سيناريو ومخرج أسترالي، ولد في 17 سبتمبر 1962.

## وصلات خارجية
- مارك سافاج على موقع IMDb (الإنجليزية)
- مارك سافاج على موقع أول موفي (الإنجليزية)
- مارك سافاج على موقع قاعدة بيانات الفيلم (الإنجليزية)
- مارك سافاج على موقع كينوبويسك (الروسية)